# Halové mistrovství Evropy v atletice 2009
30. Halové mistrovství Evropy v atletice se konalo v italském Turíně ve dnech 6. března až 8. března 2009; dějištěm soutěží byla hala Oval Lingotto s kapacitou 6 600 míst k sezení, která mimo jiné hostila rychlobruslařské soutěže ZOH 2006. Po Miláně 1978 a 1982 a Janově 1992 to bylo počtvrté, kdy byla uspořádáním atletického HME pověřena Itálie.
Soutěží v Turíně se zúčastnilo 562 sportovců (314 mužů a 248 žen) ze 45 členských zemí Evropské atletické asociace. Televizní přenosy vysílalo 33 televizních stanic z Evropy a 3 ze zámoří.

## Česká účast
Českou republiku na tomto šampionátu reprezentovalo 14 českých atletů (7 mužů a 7 žen), kteří vybojovali jednu stříbrnou a dvě bronzové medaile. Pro většinu českých startujících však mistrovství skončilo nepříliš přesvědčivými výsledky v kvalifikaci.

## Medailisté

### Muži
| Soutěž        | Zlato                                                                       | Stříbro                                                                    | Bronz                                                                         |
| ------------- | --------------------------------------------------------------------------- | -------------------------------------------------------------------------- | ----------------------------------------------------------------------------- |
| 60 m          | Dwain Chambers 6,46                                                         | Fabio Cerutti 6,56                                                         | Emanuele Di Gregorio 6,56                                                     |
| 400 m         | Johan Wissman 45,89                                                         | Claudio Licciardello 46,32                                                 | Ioan Vieru 46,54                                                              |
| 800 m         | Jurij Borzakovskij 1:48,55                                                  | Luis Alberto Marco 1:49,14                                                 | Mattias Claesson 1:49,32                                                      |
| 1500 m        | Rui Silva 3:44,38                                                           | Diego Ruiz 3:44,70                                                         | Yoann Kowal 3:44,75                                                           |
| 3000 m        | Mohamed Farah 7:40,17                                                       | Bouabdellah Tahri 7:42,14                                                  | Jesús España 7:43,29                                                          |
| 60 m př.      | Ladji Doucouré 7,55                                                         | Gregory Sedoc 7,55                                                         | Petr Svoboda 7,61                                                             |
| 4 x 400 m     | Itálie 3:06,68 Jacopo Marin Matteo Galvan Domenico Rao Claudio Licciardello | Velká Británie 3:07,04 Richard Buck Nick Leavey Nigel Levine Philip Taylor | Polsko 3:07,04 Jan Ciepiela Marcin Marciniszyn Jaroslaw Wasiak Piotr Klimczak |
| Skok do výšky | Ivan Uchov 2,32 m                                                           | Kyriakos Ioannou 2,29 m Alexej Dmitrik 2,29 m                              | neudělena                                                                     |
| Skok o tyči   | Renaud Lavillenie 5,81 m                                                    | Pavel Gerasimov 5,76 m                                                     | Alexander Straub 5,76 m                                                       |
| Skok daleký   | Sebastian Bayer 8,71 m                                                      | Nils Winter 8,22 m                                                         | Marcin Starzak 8,18 m                                                         |
| Trojskok      | Fabrizio Donato 17,59 m                                                     | Viktor Jastrebov 17,25 m                                                   | Igor Spasovchodskij 17,15 m                                                   |
| Vrh koulí     | Tomasz Majewski 21,02 m                                                     | Yves Niaré 20,42 m                                                         | Ralf Bartels 20,39 m                                                          |
| Sedmiboj      | Mikk Pahapill 6 362 bodů                                                    | Oleksij Kasjanov 6 205 bodů                                                | Roman Šebrle 6 142 bodů                                                       |

### Ženy
| Soutěž        | Zlato                                                                                   | Stříbro                                                                          | Bronz                                                                                         |
| ------------- | --------------------------------------------------------------------------------------- | -------------------------------------------------------------------------------- | --------------------------------------------------------------------------------------------- |
| 60 m          | Jevgenija Poljakovová 7,18                                                              | Ezinne Okparaebová 7,21                                                          | Verena Sailerová 7,22                                                                         |
| 400 m         | Antonina Krivošapková 51,18                                                             | Natalija Pyhydová 51,44                                                          | Darja Safonovová 51,85                                                                        |
| 800 m         | Marija Savinovová 1:58,10                                                               | Oxana Zbrožeková 1:59,20                                                         | Elisa Cusma 2:00,23                                                                           |
| 1500 m        | Natalia Rodríguezová 4:08,72                                                            | Sonja Romanová 4:11,42                                                           | Roisin McGettiganová 4:11,58                                                                  |
| 3000 m        | Alemitu Bekeleová 8:46,50                                                               | Sara Moreirová 8:48,18                                                           | Mary Cullenová 8:48,47                                                                        |
| 60 m př.      | Eline Beringsová 7,92                                                                   | Lucie Škrobáková 7,95                                                            | Derval O'Rourkeová 7,97                                                                       |
| 4 x 400 m     | Rusko 3:29,12 Natalja Anťuchová Darja Safonovová Jelena Vojnovová Antonina Krivošapková | Velká Británie 3:30,42 Donna Fraserová Kim Wallová Vicky Barrová Marilyn Okorová | Bělorusko 3:35,03 Alena Kjevičová Katsiaryna Bobryková Hanna Taršpulatová Katsiaryna Mišinová |
| Skok do výšky | Ariane Friedrichová 2,01 m                                                              | Ruth Beitiaová 1,99 m                                                            | Viktoria Kljuginová 1,96 m                                                                    |
| Skok o tyči   | Julija Golubčikovová 4,75 m                                                             | Silke Spiegelburgová 4,75 m                                                      | Anna Battkeová 4,65 m                                                                         |
| Skok daleký   | Ksenija Baltaová 6,87 m                                                                 | Jelena Sokolovová 6,84 m                                                         | Olga Kučerenková 6,82 m                                                                       |
| Trojskok      | Anastasija Taranovová 14,68 m                                                           | Marija Šestaková 14,60 m                                                         | Dana Velďáková 14,40 m                                                                        |
| Vrh koulí     | Petra Lammertová 19,66 m                                                                | Denise Hinrichsová 19,63 m                                                       | Anca Heltneová 18,71 m                                                                        |
| Pětiboj       | Anna Bogdanovová 4 761 bodů                                                             | Jolanda Keizerová 4 644 bodů                                                     | Antoinette Djimouová 4 618 bodů                                                               |

## Pořadí národůArchivováno10. 3. 2009 naWayback Machine.
| Umístění | Stát           | Zlato | Stříbro | Bronz | Celkem |
| -------- | -------------- | ----- | ------- | ----- | ------ |
| 1.       | Rusko          | 10    | 4       | 4     | 18     |
| 2.       | Německo        | 3     | 4       | 4     | 10     |
| 3.       | Francie        | 2     | 2       | 2     | 6      |
| 3.       | Itálie         | 2     | 2       | 2     | 6      |
| 5.       | Velká Británie | 2     | 2       | 0     | 4      |
| 6.       | Estonsko       | 2     | 0       | 0     | 2      |
| 7.       | Portugalsko    | 1     | 1       | 0     | 2      |
| 8.       | Polsko         | 1     | 0       | 2     | 3      |
| 9.       | Švédsko        | 1     | 0       | 1     | 2      |
| 10.      | Belgie         | 1     | 0       | 0     | 1      |
| 10.      | Turecko        | 1     | 0       | 0     | 1      |
| 12.      | Španělsko      | 0     | 4       | 1     | 5      |
| 13.      | Ukrajina       | 0     | 3       | 0     | 3      |
| 14.      | Nizozemsko     | 0     | 2       | 0     | 2      |
| 15.      | Česko          | 0     | 1       | 2     | 3      |
| 16.      | Slovinsko      | 0     | 1       | 1     | 2      |
| 17.      | Kypr           | 0     | 1       | 0     | 1      |
| 17.      | Norsko         | 0     | 1       | 0     | 1      |
| 19.      | Irsko          | 0     | 0       | 2     | 2      |
| 19.      | Rumunsko       | 0     | 0       | 2     | 2      |
| 21.      | Bělorusko      | 0     | 0       | 1     | 1      |
| 21.      | Slovensko      | 0     | 0       | 1     | 1      |

## Zúčastněné země
V závorkách uvedeny počty vyslaných sportovců.
| - Albánie (3) - Arménie (2) - Ázerbájdžán (1) - Belgie (6) - Bělorusko (15) - Bosna a Hercegovina (2) - Bulharsko (8) - Česko (14) - Dánsko (13) - Estonsko (14) - Finsko (13) - Francie (37) | - Gibraltar (1) - Gruzie (1) - Chorvatsko (3) - Irsko (19) - Itálie (40) - Izrael (7) - Kypr (4) - Litva (10) - Lotyšsko (5) - Maďarsko (7) - Makedonie (1) | - Malta (1) - Moldavsko (2) - Monako (1) - Německo (40) - Nizozemsko (14) - Norsko (6) - Polsko (24) - Portugalsko (12) - Rakousko (7) - Rumunsko (15) - Rusko (57) | - Řecko (7) - San Marino (2) - Slovensko (10) - Slovinsko (8) - Srbsko (6) - Španělsko (39) - Švédsko (13) - Švýcarsko (4) - Turecko (12) - Ukrajina (19) - Velká Británie (36) |